# Битва при Филипхоу
Битва при Филипхоу (англ. Philiphaugh; 13 сентября 1645 г.) — решающее сражение Гражданской войны в Шотландии. Победа армии парламента во главе с Дэвидом Лесли над войсками шотландских роялистов Джеймса Грэма, 1-го маркиза Монтроза обеспечила торжество ковенантского движения и способствовала окончательному краху роялистов в Английской революции XVII века.

## Военные действия перед сражением
Год, предшествующий сражению при Филипхоу, прошёл в Шотландии под знамёнами победоносной армии Монтроза, которая в нескольких битвах нанесла сокрушительное поражение ковенантерам и практически восстановила власть короля Карла I. Последняя армия шотландского парламента была разбита роялистами 15 августа 1645 г. в битве при Килсите, и страна оказалась во власти маркиза Монтроза.
Однако после вступления Монтроза в Глазго и объявления о созыве нового парламента Шотландии, в стане роялистов произошёл раскол. Ядро армии Монтроза составляли ирландцы и шотландские горцы под руководством Аласдера Макдональда. Именно они обеспечивали победы войскам роялистов на всем протяжении кампании. Однако истинной целью горцев была борьба не с ковенантерами, а с конкурирующими кланами, прежде всего с кланом Кэмпбелл. Разочарованные запретом Монтроза разграбить город Глазго, не получившие оплаты за свою службу, а также не желающие отправляться в поход в Южную Шотландию и, далее, в Англию, ирландско-шотландские отряды Аласдера Макдональда покинули Монтроза и двинулись в Кинтайр продолжать грабить земли Кэмпбеллов.
Кроме того, значительная часть кавалерии также покинула армию Монтроза. Кавалерия роялистам была предоставлена кланом Гордон и его лидером Джорджем Гордоном, 2-м маркизом Хантли. Однако Хантли не испытывал особых симпатий к Монтрозу: он был недоволен своим подчинением более младшему по возрасту и более низкому по титулу командиру, который, помимо всего прочего, в период Епископских войн разбил и арестовал Хантли. Поэтому, когда Монтроз назначил командиром кавалерии роялистов графа Кроуфорда, Гордоны вместе со своей конницей покинули армию и вернулись в Абердиншир.
Несмотря на значительное ослабление своих сил после ухода Макдональда и Гордонов, Монтроз был вынужден продолжить наступление в южные регионы страны. Положение короля Карла I в Англии было угрожающим: английские роялисты были разбиты на всех фронтах и, чтобы избежать полного краха, требовался немедленный приток новых солдат. Армия Монтроза, насчитывавшая чуть более 600 человек, была вынуждена направиться в область шотландского приграничья, чтобы попытаться там набрать дополнительных рекрутов и продолжить движение в Англию. Однако, прибыв в район Келсо, Монтроз осознал, что жители приграничья оставались враждебными королю и отказывались участвовать в его армии.
Тем временем граф Ливен, главнокомандующий шотландской армией на службе у английского парламента, отправил в Шотландию для борьбы с роялистами всю имеющуюся у него кавалерию под началом генерал-лейтенанта Дэвида Лесли. Собрав по дороге шотландские гарнизоны Ньюкасла и Берика, 6 сентября Дэвид Лесли вступил на территорию Шотландии, имея около 5000 человек кавалерии (включая драгун) и 1000 человек пехоты.

## Положение сторон
Монтроз разместил свою кавалерию в городе Селкерк, а пехоту — в небольшой деревне Филипхоу в нескольких километрах от него. Войска Дэвида Лесли подошли практически вплотную, к городку Мелроуз, не замеченные роялистами. Лесли разделил свою кавалерию на два отряда, желая захватить в кольцо пехоту Монтроза.

## Ход битвы
Ранним утром 13 сентября 1645 г. под прикрытием тумана кавалерия ковенантеров атаковала стоящую лагерем пехоту роялистов. К моменту прибытия из Селкерка самого Монтроза ирландские солдаты были уже полностью разбиты, все его попытки восстановить строй оказались безуспешными. Сопротивление перед подавляющим превосходством противника было бесполезным. Монтроз, поддавшись убеждениям своих сподвижников, что без него дело короля в Шотландии будет проиграно, с остатками кавалерии покинул поле боя и бежал в Стерлинг. Солдаты маркиза сдались на милость ковенантеров. 
Несмотря на обещание амнистии для пленных, ковенантеры по наущению находящихся в армии пресвитерианских священников убили не только сдавшихся солдат, но и всех сопровождавших армию роялистов лиц, включая женщин и детей. Так они мстили за злодеяния, совершенные шотландскими горцами в Абердине и Аргайле в начале войны. Впрочем, некоторым из них удалось остаться в живых: так, например, сражавшийся на стороне Монтроза Александр Лесли во многом благодаря сохранившимся хорошим отношениям с Дэвидом Лесли (вместе они принимали участие в Смоленской войне как наёмные офицеры на русской службе), был пощажён, но ему пришлось навсегда покинуть Шотландию.

## Значение сражения при Филипхоу
Несмотря на то, что армия Монтроза потерпела только одно поражение, оно оказалось решающим. Влияние роялистов в Шотландии было быстро сведено на нет, власть парламента восстановлена. Стычки между роялистами и ковенантерами продолжались еще на протяжении полугода, однако именно битва при Филипхоу окончательно определила победу ковенантеров в гражданской войне в Шотландии. Сражение имело также большое значение для развития Английской революции: разгром Монтроза лишил короля Карла I последнего шанса на продолжение сопротивления английскому парламенту. В мае 1646 г. король сдался в плен.